# Douglas SBD Dauntless
Дуглас SBD «Даунтлесс», «Донтлесс» («Бесстрашный», англ. Douglas SBD Dauntless) — американский палубный пикирующий бомбардировщик — разведчик. В ВВС США получил обозначение A-24 «Бэнши» (англ. A-24 Banshee).
Самолёт представлял собой свободнонесущий низкоплан, имевший цельнометаллическую конструкцию, за исключением полотняной обшивки рулевых поверхностей.
Первоначальные заказы на серийные самолёты были сделаны 8 апреля 1939 года.
Считается наиболее удачным палубным пикирующим бомбардировщиком американских ВМС в годы второй мировой войны. Именно эти самолёты атаковали японскую авианосную группу у атолла Мидуэй, нанеся урон, от которого Императорский флот так и не смог оправиться.
Всего было выпущено 5936 самолёта «Dauntless» всех вариантов.

## История создания
В конце двадцатых годов прошлого века Воздушный корпус армии США начинает активно продвигать концепцию нанесения точечных бомбовых ударов с крутого пикирования. Осознав перспективность данной концепции, авиация ВМС США, а в начале тридцатых годов также принимает её как основу тактики борьбы с вражескими линкорами и авианосцами.
В 1934 году управление аэронавтики ВМС США размещает спецификацию на разработку и приобретение самолётов, категории «B», которыми в ближайшее время планировалось заменить морально устаревшие бипланы.
Помимо нескольких устаревших концепций, управлению аэронавтики были представлены три прототипа цельнометаллических свободнонесущих монопланов с полным остеклением кабины, крыльями, оснащенными закрылками, и убирающимися стойками шасси. Этими машинами были Brewster XSBA-1, Northrop XBT-1 и Vought XSB2U-1.
Все они были запущены в серию, но наибольшую роль в будущем палубной авиации ВМС США должен был сыграть именно BT-1, разработанный Джеком Нортропом и Эдом Хайнеманном.
Его разработка началась в 1934 году. За основу был взят опытный истребитель-моноплан Northrop XFT-1. В конструкции были применены монококовый фюзеляж и трехлонжеронное крыло. Фюзеляж немного расширили, а под длинным сдвижным фонарем, имевшим мощный каркас с большим количеством секций, находилась кабина экипажа. Пилот и стрелок размещались тандемом. В передней части фюзеляжа перед ветровым козырьком был установлен синхронизированный 12,7-мм пулемет. Стрелок же вел огонь из спаренного подвижного 7,62-мм пулемета.
В качестве силовой установки BT-1 получил радиальный двухрядный четырнадцатицилиндровый двигатель воздушного охлаждения Pratt & Whitney R-1535-04 на 700 л. с. и двухлопастный воздушный винт изменяемого шага. Основные стойки шасси были полуубирающимися как на Northrop A-17. Закрылки, размещавшиеся на центроплане и консолях крыла, были продольно разрезными — во время пикирования отклонялась лишь их нижняя часть.

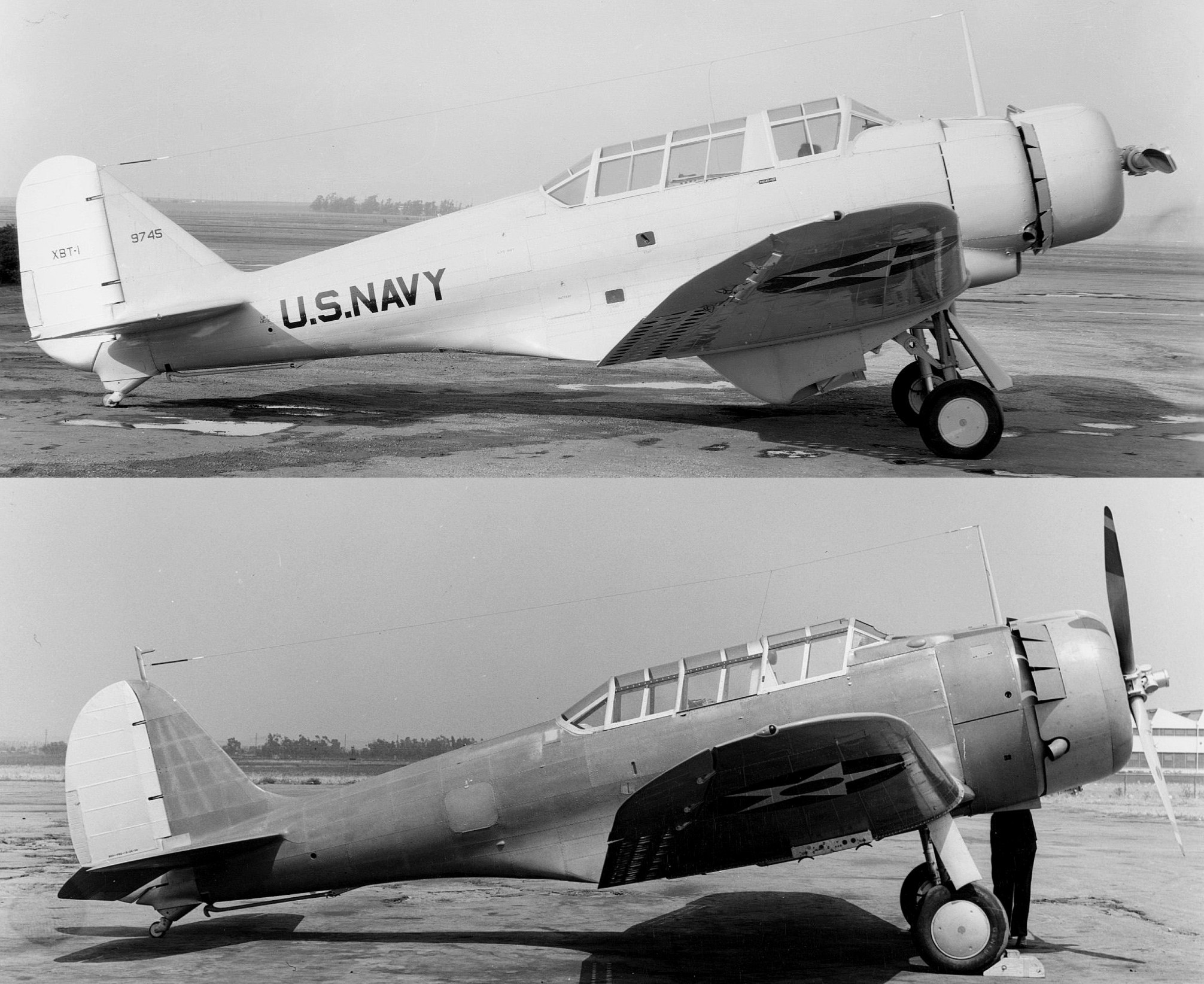
Сравнение XBT-1 и XBT-2 (SBD)

В ноябре 1934 года Northrop получило заказ на изготовление первого прототипа, получившего у управления аэронавтики серийный номер BuNo 9745. Работа была завершена летом 1935 года, а 12 августа машина впервые поднялась в воздух.
В ходе испытаний был обнаружен бафтинг самолета и флаттер его хвостового оперения. Для устранения этой проблемы нижние части закрылков консолей крыла были перфорированы рядами круглых отверстий. На серийных машинах аналогичные отверстия получили и закрылки центроплана. Благодаря этому не только решалась проблема бафтинга, но и при достаточно большом угле отклонения закрылков удавалось гасить скорость пикирования (и защитить машину от резкого изменения ее положения) и при этом не слишком уменьшать подъемную силу крыла. Впоследствии эти отверстия стали характерной чертой всех моделей Dauntless.
Дальнейшие испытания прототипа проходили уже на авиабазе ВМС США Anacostia. В сентябре 1936 года они были успешно пройдены, после чего управление аэронавтики выдало компании Northrop заказ на постройку 54 экземпляров BT-1. От серийные машины получили двигатель R-1535-94 на 825 л. с., новые радиостанцияи и другое современное оборудование. Первый серийный BT-1 впервые поднялся в воздух в сентябре 1937 года, а последний 52-й был поставлен Флоту в августе 1938 года.
Тем временем, в 1937 году, компания Northrop, стала подразделением концерна Douglas. Руководство конценрна не только не закрыло производство, но и привлекло к перспективным работам своего инженера Эдда Хайнеманна для работ над перспективным XBT-2. Джек Нортроп продолжил деятельность в своем втором предприятии в Инглвуде (Inglewood), тогда как Эд Хайнеманн возглавил работы над новым проектом на базе XBT-2, получившим в компании Douglas Aircraft обозначение XSBD.
Новая машина получила девятицилиндровый двигателя Wright R-1820-60 Cyclone на 1200 л. с. и механизм полной уборки основных стоек шасси. незначительно изменилась носовая части фюзеляжа, вертикального оперения и фонаря кабины, после чего самолет успешно прошел испытания и был принят на вооружение и под обозначением SBD Dauntless отлично проявив себя на тихоокеанском театре Второй Мировой войны.

## Модификации
- XBT-2 — прототип планера создавался как Northrop BT-1, который после глубокой модернизации модифицированный получил обозначение XBT-2. После слияния Northrop с компанией Douglas, самолёт был значительно доработан и получил обозначение XSBD-1.
- SBD-1 — модификация для корпуса морской пехоты США. не имела протектированных топливных баков. Всего было построено 57 машин этой модификации.
- SBD-1P — разведывательная модификация, переоборудованная из SBD-1s.
- SBD-2 — модификация для ВМФ США с увеличенным запасом топлива и различным вооружением, начиная с 1941 года выпускалась без протектированных топливных баков; построено 87 единиц.
- SBD-2P — разведывательная модификация, переоборудованная из SBD-2s.
- SBD-3 — производство развернули в начале 1941 года. Самолёт имел улучшенную защиту, протектированные топливные баки и четыре пулемета; было построено 584.
- SBD-4 — модификация позволяла установить с 24-вольтовой (по сравнению с 12-вольтовой) электрическую систему; кроме этого машина имела новый воздушный винт и топливные насосы. Всего произведено 780 машин.
- SBD-4P — разведывательная модификация, переоборудованная из SBD-4s
- SBD-5 — наиболее массовая модификация. Производилась, в основном, на авиазаводе Douglas в Талсе, штат Оклахома. Самолёт оснащался двигателем мощностью 1200 л. с. и имел увеличенный боезапас. Всего было построено 2965 самолётов. Часть из них были отправлены в Королевский военно-морской флот для испытаний. Кроме службы в американских ВВС они участвовали в боях против японцев в составе 25-й эскадрильи Королевских ВВС Новой Зеландии, которая вскоре заменила их F4U. Также успели повоевать и против Люфтваффе в составе ВВС Свободной Франции. Часть машин также была отправлена в Мексику.
- SBD-5A — предназначался для ВВС США под обозначением A-24B, однако поставлялся в корпус морской пехоты США. Построено 60 единиц.
- SBD-6 — последняя модификация. Отличалась, в том числе, двигателем мощностью 1350 л. с. (1010 кВт). Производство закончилось летом 1944 года. Построено 450 машин.
- A-24 Banshee (SBD-3A) — модификация для ВВС США. Идентична SBD-3, но без посадочного гака. Построено 168 единиц.
- A-24A Banshee (SBD-4A) — модификация SBD-4 для ВВС США. Построено 170 единиц.
- A-24B Banshee (SBD-5A) — модификация SBD-5 для ВВС США. Построено 615 единиц.

## Тактико-технические характеристики

Схема варианта SBD-3.

| Модификация                     | Douglas SBD-6                                                |
| Размах крыла, м                 | 12.65                                                        |
| Длина, м                        | 10.08                                                        |
| Высота, м                       | 4.14                                                         |
| Площадь крыла, м2               | 30.19                                                        |
| Нагрузка на крыло, кг/м²        | 29.63                                                        |
| Масса пустого, кг               | 2964                                                         |
| Максимальная взлётная масса, кг | 4853                                                         |
| Скороподъёмность, м/с           | 8.6                                                          |
| Двигатель                       | 1 х Wright R-1820-66                                         |
| Мощность, л. с.                 | 1350                                                         |
| Тяговооружённость, Вт/кг        | 180                                                          |
| Максимальная скорость, км/ч     | 410                                                          |
| Практический потолок, м         | 7680                                                         |
| Практическая дальность, км      | 1244                                                         |
| Экипаж, чел                     | 2                                                            |
| Вооружение                      | 2 × 12,7-мм Browning M2, 2 × 7,62-мм в турели Browning M1919 |
| Боевая нагрузка, кг             | 1 020                                                        |

## Эксплуатанты
США

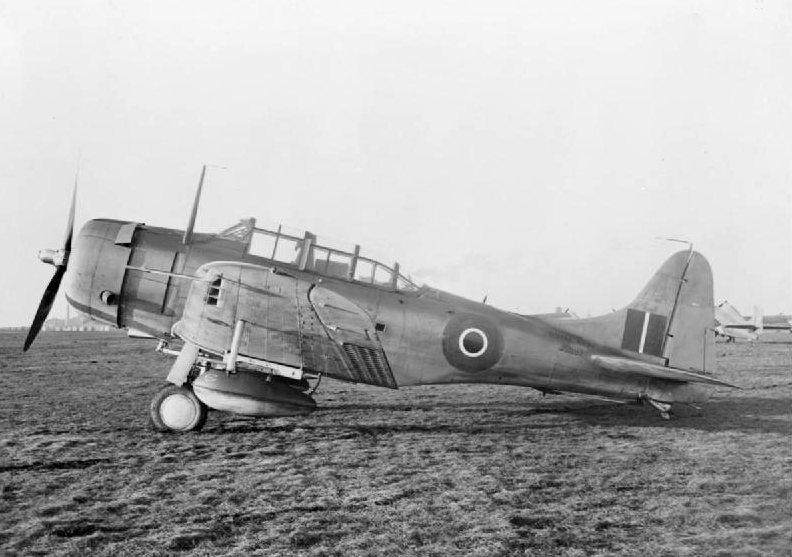
Один из девяти SBD-5 (JS997), предоставленных Королевскому флоту для испытаний, конец 1943 года.

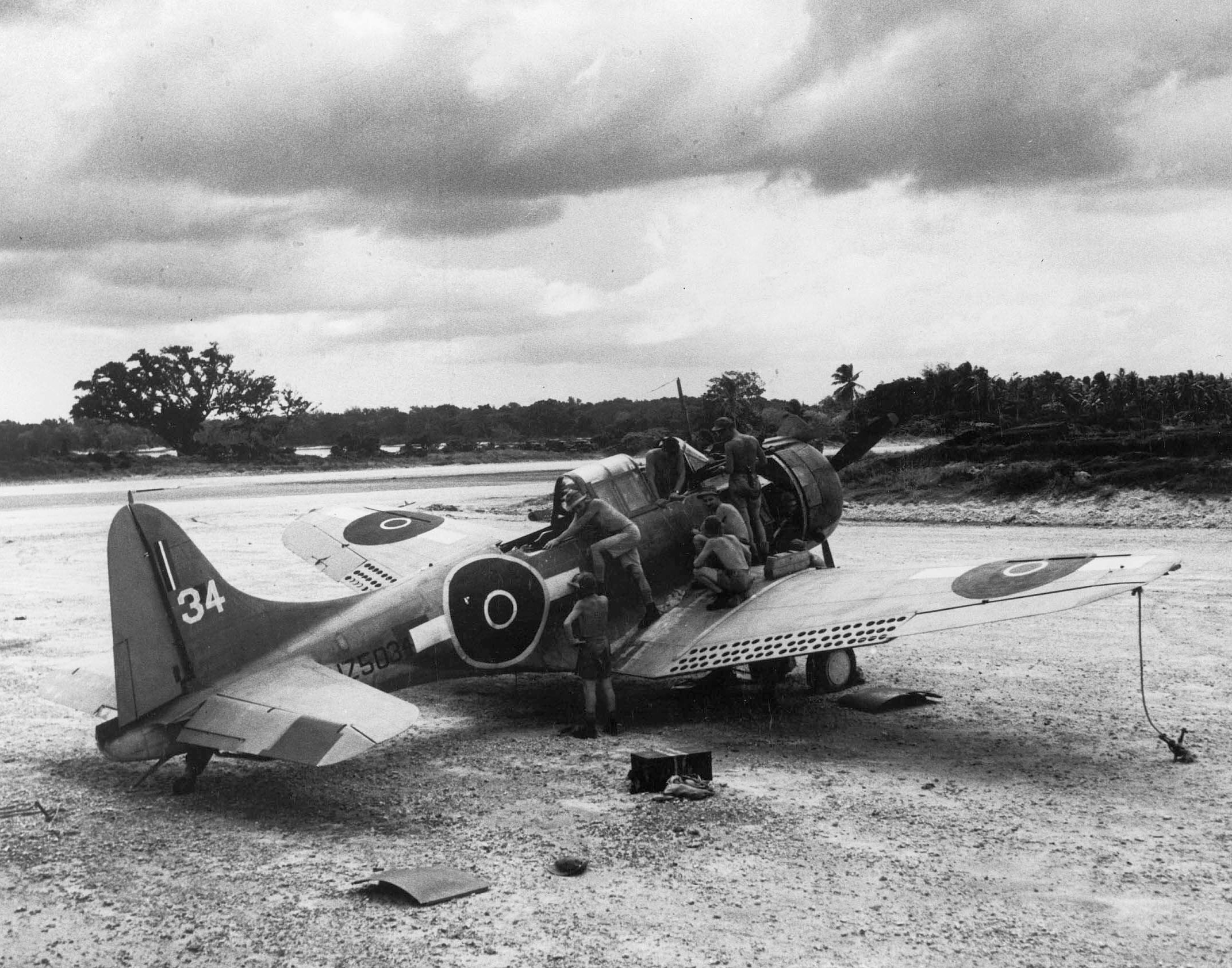
SBD-4 25-й эскадрильи новозеландских ВВС на острове Эспириту-Санто, 1944 год.

- ВВС Армии США: 339-я бомбардировочная группа (использовались в 1942-43 гг как учебные)
- авиация КМП США
- авиация ВМС США

 Великобритания
- ВВС Флота (Fleet Air Arm): от ВМС США получены для испытаний 9 SBD-5. Применялся в 700-й и 787-й эскадрильях до февраля 1946 года.
- Королевские ВВС испытывался 1 из 9 полученных Флотом.[5]

 Новая Зеландия
- Королевские ВВС Новой Зеландии[6]: полученные 18 SBD-3 и 23 SBD-4 применялись в 25-й эскадрилье (планировалось также оснастить ими эскадрильи 26, 27 и 28); позже заменены на Vought F4U-1 Corsair.

 Франция
- Авиация ВМС Франции[7]: 174 заказанных SBD-3 не успели доставить до поражения в 1940 году, их передали в ВМС США. В 1944 году флотилии 3FB и 4FB получили по 16 самолётов, ещё несколько применялись в эскадрилье I/17 "Picardie" и GC 1/18 "Vendee".
- ВВС Франции[7]

 Свободная Франция
- ВВС "Свободной Франции": около 80 SBD-5 и A-24B получены в 1944 году, использовались как учебные и в качестве самолётов поддержки; эскадрильи в Марокко получили 40-50 A-24B в 1943 году. Последним боевым применением стало участие в Индокитайской войне (с борта авианосца "Arromanches" (бывший "Colossus"). Как учебные применялись далее до 1953 года.

 Марокко
- Moroccan Desert Police (?)[8]

 Мексика
- ВВС Мексики[9]: SBD-5 (по другим данным A-24B) использовались в 200-й эскадрилье до 1959 года. Также предполагалось использовать их в 201-й эскадрилье, но она была уже перевооружена на P-47 Thunderbolt.

 Чили
- ВВС Чили: самолёты A-24B Banshee в 4-й и 6-й Grupo de Aviación.[5][10]